# Zeitmaschine

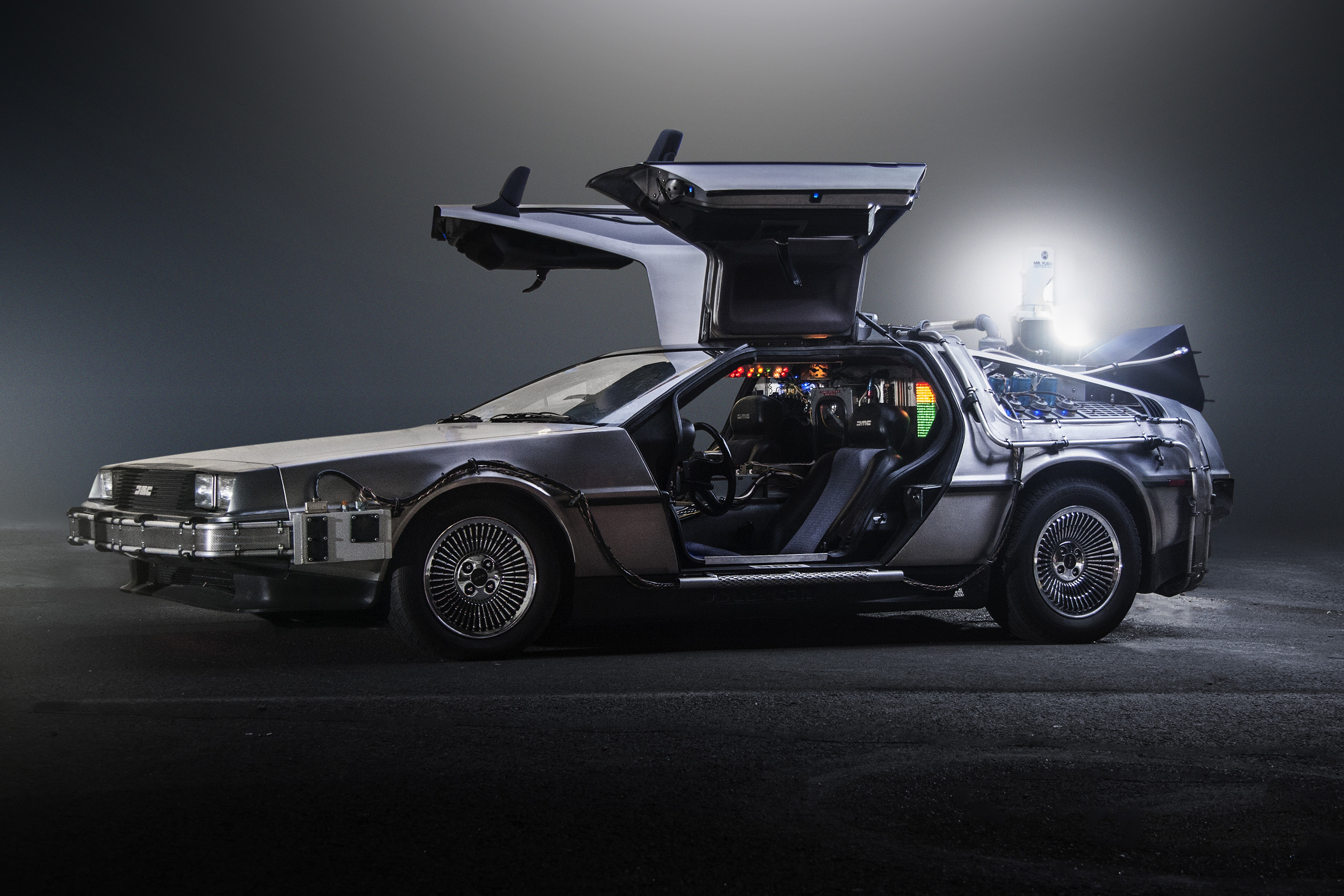
Auto (DeLorean DMC-12) als Zeitmaschine in Zurück in die Zukunft

Eine Zeitmaschine ist eine fiktive Maschine zur Durchführung von Zeitreisen. Derartige Maschinen, die ein beliebiges Vor- und Zurückbewegen in der Zeit erlauben sollen, sind Fiktionen: Zwar sind unter Ausnutzung der Zeitdilatation Zeitreisen in die Zukunft nach heutigem Wissen machbar, doch die Konstruktion einer Maschine, die eine Reise in die Vergangenheit vollbringt, ist nach heutigem Kenntnisstand nicht möglich. Eine andere Idee ist es, dass eine fiktive Maschine ein Portal auf zwei verschiedene Zeitebenen erzeugen kann. In der TV-Serie Time Tunnel wurde diese Idee als „transferieren in eine andere Zeit“ bezeichnet. 
Zeitmaschinen sind ein beliebtes Thema der Science-Fiction. Ernsthaft beschäftigt besonders die Quantenphysik u. a. auf Grundlage von Albert Einsteins Annahmen einer änderbaren Raumzeit und neuerer Erkenntnisse zu reduzierten spontanen Materiebildungen neben großen Massen lediglich mit der Übermittlung von ‚Informationen‘ in die Vergangenheit. Aber auch diese Experimente erscheinen aufgrund der Gegebenheiten (hoher Energiebedarf, große Dimension) in naher Zukunft nicht realisierbar.
Zeitmaschinen sind häufig auch Ausgangspunkt für Alternativweltgeschichten. Dadurch, dass ein Zeitreisender die Vergangenheit ändert, entwickelt sich die Geschichte anders als überliefert, und eine parallele Geschichte entsteht.

## Beispiele

### Fiktionale Literatur
Eine Liste der Zeitreisen in der Literatur ergibt:
- Der erste Roman, in dem eine Zeitmaschine vorkommt, ist El Anacronopete von Enrique Gaspar y Rimbau 1887. Davor gab es schon eine Kurzgeschichte The Clock That Went Backward in der Sun vom 18. September 1881 von Edward Page Mitchell.
- Der Roman Die Zeitmaschine von H. G. Wells erschien 1895.
- Der Roman Das Königsprojekt von Carl Amery erschien 1974. Darin geht es um eine von Leonardo da Vinci konstruierten Zeitmaschine, die als "machina ingeniosa spacio-temporale" bezeichnet wird und in den Händen des Vatikans ist. Dieser plant insgeheim, den Lauf der Geschichte zu verändern.
- In dem Buch 1227 Verschollen im Mittelalter von Pete Smith kreisen gegenläufige Laserstrahlen in einem Bose-Einstein-Kondensat. Die Zeitreisenden sitzen gemütlich auf einem Sofa. Diese Zeitmaschine beruht auf den Forschungen von Ronald Mallett und Lene Hau. Die gegenläufig kreisenden Laserstrahlen erzeugen eine Krümmung der Raumzeit.
- In der Buchreihe Justin Time von Peter Schwindt steht man im „Zeitportal“ auf einem Gravitationsfeld, das den Deckel eines Wurmlochs bildet. Dieses Wurmloch wird durch ein in einer Glaskugel gefangenes Schwarzes Loch geöffnet. Es wird mehrfach betont, dass die Realisierung von Zeitmaschinen erst nach der Entwicklung der allgemeinen Feldtheorie möglich wurde.
Ab dem vierten Band Verrat in Florenz gibt es portable Zeitmaschinen, Wells-Aggregate genannt. Diese können auf die Zeitreise mitgenommen werden, was die Rückkehr bedeutend erleichtert. Zudem können diese Zeitmaschinen als Teleporter verwendet werden.
- Im Roman Briefe in die chinesische Vergangenheit von Herbert Rosendorfer verwendet ein Mandarin aus dem 10. Jahrhundert eine im damaligen Kaiserreich China konstruierte Zeitmaschine, um sich tausend Jahre in die Zukunft zu versetzen. Diese Zeitmaschine transportiert aber jeweils nur einen Menschen; auch die Reisetasche darf nicht zu schwer sein, sonst bleibt der Zeitreisende womöglich unterwegs stecken. Die Zeitreise erfolgt abrupt und ohne Zeitverlust. Wegen der Erdrotation sind jedoch der Ort des Aufbruchs und der Ankunftsort verschieden. Der Zeitreisende kann sich mittels „Zeitreisepapier“, das an einem Kontaktpunkt niedergelegt wird (und wie von Geisterhand entschwindet), mit seiner „Zeitheimat“ verständigen – woher die Energie für die Zeitreise stammt, wird in dem Roman nicht genau gesagt.
- Im Roman Timeline von Michael Crichton bedient man sich der Quantenmechanik, um durch die Zeit zu reisen. Allerdings können durch die Reise physische und psychische Schäden verursacht werden, wenn die Programmierung nicht fehlerfrei ist.
- Der Roman Das Ende der Ewigkeit (engl. The End of Eternity) von Isaac Asimov beschreibt eine Kultur, die vollständig auf Zeitreisen beruht. Darin sorgt die titelgebende Organisation der Ewigkeit durch Interventionen und dadurch entstehende „Realitätsveränderungen“ für Stabilität in der Geschichte der Menschheit über 70.000 Jahrhunderte hinweg. (Pseudo-)Wissenschaftliche Grundlagen, um das Phänomen des Zeitreisens zu erklären, werden nicht angegeben, empirische Charakteristika des Zeitreisens an sich nur angedeutet. Der Schwerpunkt der Handlung erzählt und liegt damit  auf den gesellschaftlichen Auswirkungen und letztlich den Einzelschicksalen der Handlungsträger.
- Zeitmaschinen-Geschichten (it. Macchina del tempo) ist eine italienische Comicreihe.
- Die Kurzgeschichtensammlung Elf künftige Zeiten von Carlos Suchowolski (2018) thematisiert das Problem der mit willkürlichen Reisen in die Vergangenheit und die Zukunft verbundenen Fallen aus den verschiedensten Blickwinkeln.

### Populärwissenschaftliche Bezüge
In Die Physik des Unmöglichen zeigt Michio Kaku nach neuesten wissenschaftlichen Kenntnissen realistische Möglichkeiten auf, eine Zeitmaschine praktisch zu realisieren. Demnach wird der Bau einer Zeitmaschine aufgrund des technologischen und finanziellen Aufwandes erst in ferner Zukunft möglich sein.
Im an Laien gerichteten Buch Die kürzeste Geschichte der Zeit von Stephen Hawking und Leonard Mlodinow wird das Thema Zeitmaschine bzw. Zeitreisen und Wurmlöcher in Kapitel zehn thematisiert. Die physikalischen Gesetze scheinen demnach zwar Zeitreisen zuzulassen, diese seien aber unlogisch: Weshalb habe die Menschheit Probleme in der Gegenwart, wenn in der Zukunft irgendwann einmal Zeitreisen möglich wären? Wo seien die Besucher aus der Zukunft?

### Fiktionale Filme
- H. G. Wells Roman wurde 1960 mit dem Titel Die Zeitmaschine verfilmt. Eine Neuverfilmung entstand 2002 unter dem Titel The Time Machine.
- Flucht in die Zukunft (1979) mit Malcolm McDowell, David Warner und Mary Steenburgen in den Hauptrollen, Filmmusik von Miklós Rózsa
- Die Rückkehr der Zeitmaschine (1984), Regie Jürgen Klauss, mit Klaus Schwarzkopf, Peter Pasetti und Siegfried Wischnewski in den Hauptrollen
- In der britischen Fernsehserie Doctor Who reist der Protagonist mit einer Zeitmaschine namens TARDIS, die das Aussehen einer Polizei-Zelle hat, durch die Zeit.
- In der Filmtrilogie Zurück in die Zukunft spielt der Fluxkompensator (flux capacitor, wörtl. eigentlich „Flusskondensator“) eine wesentliche Rolle. Er ist untergebracht in einem DeLorean DMC-12. Die nötige Leistung von 1,21 Gigawatt für eine Zeitreise liefert eine Kernspaltung, wofür die Zeitmaschine Plutonium benötigt. Nach einem Umbau im Jahr 2015 wird die Energie von einem mit Abfall betriebenen Fusionsgenerator geliefert.
- Zeitreisen sind ein zentrales Thema in den Spielfilmen der Terminator-Reihe. Hier wird eine Kampfmaschine aus der Zukunft in die Vergangenheit geschickt, um eine wichtige Person der Geschichte zu eliminieren oder – im zweiten und dritten Teil der Reihe sowie der Fernsehserie – zu beschützen.
- 2006 entstand der niederländische Jugendfilm Kreuzzug in Jeans nach dem gleichnamigen Roman von Thea Beckman. Hier fährt ein Jugendfußballspieler in die Vergangenheit, um ein Fußballergebnis zu verändern, landet aber im Mittelalter mitten in einem Kinderkreuzzug.
- In Jesus und Josefine ersetzt eine Krippe die Zeitmaschine, durch die Josefine den historischen Jesus als Kind kennen lernt.
- 2004 verarbeitete Michael Bully Herbig eine couchähnliche Zeitmaschine in seinen Comedy-Film (T)Raumschiff Surprise – Periode 1.
- Bill & Teds verrückte Reise durch die Zeit ist eine US-Komödie aus dem Jahr 1989, die die verrückten Zeitreisen von zwei Jugendlichen mit einer Zeitmaschine in Form einer Telefonzelle beschreibt.
- Im Film Timecop aus dem Jahr 1994 spielt Jean Claude van Damme einen Polizisten, der für die  „Time Enforcement Commission“ (TEC) arbeitet und Manipulationen an der Zeitlinie zu verhindern hat.
- In Star Trek werden Zeitreisen in mehreren Filmen (Star Trek IV: Zurück in die Gegenwart, Star Trek: Der erste Kontakt und Star Trek) und in einigen Folgen der Serien thematisiert.
- In einigen Folgen der Fernsehserie Stargate – Kommando SG-1 und dem Fernsehfilm Stargate: Continuum werden ebenfalls Zeitreisen thematisiert. Hierbei werden Zeitreisen meistens durch eine Fehlfunktion des namensgebenden Stargates herbeigeführt.
- In Avengers: Endgame wird mit Hilfe von Zeitreisen Thanos Fingerschnippen rückgängig gemacht.
- In der Netflix-Serie Dark kommt auch eine Zeitmaschine vor. Die vom fiktiven Charakter H. G. Tannhaus konstruierte Maschine wird „der Apparatus“ genannt und ermöglicht den Titelfiguren das Reisen in verschiedene Zeiten.
- Im Film Tenet wird durch umgekehrte Entropie eine tatsächliche „Zeitreise“ dargestellt, während andere Filme meist einen „Zeitsprung“ darstellen.

## Zeitkapsel
Nicht mit der Zeitmaschine zu verwechseln ist die Zeitkapsel, ein für eine bestimmte Zeit verschlossener Gegenstand, der erst in ferner Zukunft geöffnet werden darf.